# Henryk Halban
Henryk Halban, właśc. Henryk Blumenstok (ur. 9 września 1870 w Krakowie, zm. 13 grudnia 1933 we Lwowie) – polski lekarz neurolog, psychiatra, profesor Uniwersytetu Lwowskiego.

## Życiorys
Był synem Leona Blumenstoka profesora medycyny sądowej Uniwersytetu Jagiellońskiego, bratem Alfreda. Ukończył Gimnazjum Świętej Anny w Krakowie, podjął studia medyczne na Uniwersytecie Jagiellońskim (tytuł doktora wszech nauk medycznych w 1896), kontynuował je w Wiedniu (habilitacja w 1903). W 1905 został profesorem neurologii i psychiatrii Uniwersytetu Lwowskiego. Podczas I wojny światowej był komendantem szpitala dla legionistów w Wiedniu. Od 1918 do 1920 pełnił stanowisko inspektora sanitarnego Armii Wschód.
Po odzyskaniu przez Polskę niepodległości powrócił do pracy na lwowskiej uczelni, przemianowanej na Uniwersytet Jana Kazimierza. W 1924 organizował klinikę neurologii Uniwersytetu Lwowskiego. Był trzykrotnie dziekanem (1915, 1916 i 1921) Wydziału Lekarskiego UJK, zaś w czerwcu 1933 został wybrany rektorem UJK, jednak nie objął tego urzędu z powodu ciężkiej choroby. Zmarł we Lwowie. Pochowany został na Cmentarzu Obrońców Lwowa.

## Odznaczenia
- Krzyż Komandorski Orderu Odrodzenia Polski (8 listopada 1930)[1]